# Cecília Müller

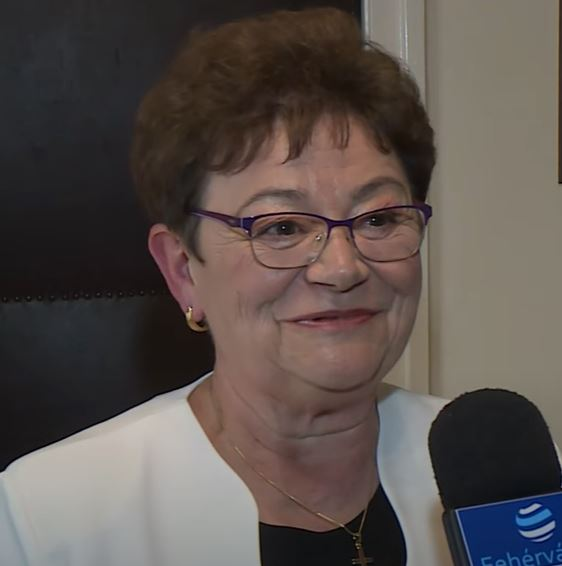
Cecilia Müller

Cecília Györgyi Müller (* 27. November 1958) ist eine ungarische Ärztin und Landesamtsärztin von Ungarn. Sie ist Leiterin des NNGYK (Nemzeti Népegészségügyi és Gyógyszerészeti Központ, Nationales Zentrum für öffentliche Gesundheit und Pharmazie) und war Mitglied der Coronavirus-Arbeitsgruppe der ungarischen Regierung.

## Biografie
Müller studierte Medizin an der Universität Pécs und schloss das Studium 1984 mit „cum laude“ ab. Sie hat vier Fachabschlüsse, darunter Öffentliche Gesundheit, Arbeitsmedizin, Präventivmedizin und Allgemeinmedizin.
Sie begann ihre Laufbahn am Szent-Pantaleon-Krankenhaus in Dunaújváros in der Abteilung für Innere Medizin und war ab 1991 als Betriebsärztin tätig. Von 1991 bis 1996 arbeitete Müller als Hausärztin in Nagyvenyim. Danach wurde sie Gesundheitsbeauftragte von Dunaújváros, woraufhin sie im Jahr 2010 als Gesundheitsbeauftragte für die Region Mitteltransdanubien für die Aufarbeitung der 
Rotschlamm-Katastrophe der Aluminiumhütte in Ajka, bedingt durch den Kolontár-Dammbruch zuständig war. Für ihre Arbeit erhielt Cecilia Müller später von Sándor Pintér, dem Innenminister Ungarns, eine ministerielle Auszeichnung.
Anschließend arbeitete Müller als Komitatsamtsärztin im Komitat Fejér. Im Dezember 2018 wurde sie zur Leiterin des Nemzeti Népegészségügyi Központ (NNK), Vorgängerin des NNGYK und somit Landesamtsärztin von Ungarn.
Im Jahr 2020 nahm sie in dieser Funktion als Mitglied der Coronavirus-Expertengruppe regelmäßig an den Pressekonferenzen der Regierung zum Umgang mit der Pandemie teil.
Seit 2009 ist sie zudem als Pastoralassistentin in der römisch-katholischen Kirchengemeinde Nagyboldogasszony in Nagyvenyim tätig.

## Auszeichnungen
- Honvédelemért Kitüntető Cím (I. class; 2013)[8]
- Ehrenbürgerschaft von Nagyvenyim (2015)[9]
- Fenyvessy-Gedenkmedaille (2015)[10][11]
- Auszeichnung für Verdienste im öffentlichen Gesundheitswesen (2015)[12][13]